# Saint-Maximin-la-Sainte-Baume
Saint-Maximin-la-Sainte-Baume – miejscowość i gmina we Francji, w regionie Prowansja-Alpy-Lazurowe Wybrzeże, w departamencie Var.
Według danych na rok 1990 gminę zamieszkiwały 9594 osoby, a gęstość zaludnienia wynosiła 150 osób/km² (wśród 963 gmin regionu Prowansja-Alpy-W. Lazurowe Saint-Maximin-la-Sainte-Baume plasuje się na 73. miejscu pod względem liczby ludności, natomiast pod względem powierzchni na miejscu 105.).
Według legend prowansalskich (X-XI w.) Maria Magdalena wraz z Łazarzem i Martą z Betanii mieli wylądować na Lazurowym Wybrzeżu. W La Sainte Baume miała zamieszkać w jaskini jako pustelnica i pokutnica. Po zmartwychwstaniu i wniebowstąpieniu Jezusa jego wyznawcy stali się ofiarami okrutnych prześladowań ze strony Żydów i Rzymian. Maria Magdalena z Maksyminusem i Marcellusem, należącymi do grona siedemdziesięciu dwóch uczniów Chrystusa, ze swoją siostrą Martą i bratem Łazarzem, z Cedoniuszem - ślepcem uzdrowionym przez Jezusa i z innymi jeszcze chrześcijanami zostali pojmani, uwięzieni na okręcie pozbawionym żagli oraz steru i zepchnięci na morze, aby zginęli (inna wersja opowiada o ich morskiej ucieczce przez prześladowaniami). Udało im się jednak przybić do wybrzeży Francji, do Marsylii, gdzie Maria Magdalena niemal natychmiast zaczęła prowadzić misję wśród pogan.

## Zabytki
- gotycki kościół zbudowany w latach 1295–1530. Wewnątrz uwagę zwraca ołtarz główny z końca XVII wieku, organy (1773), stalle (1692)[1].